# Base aérea de Al Asad

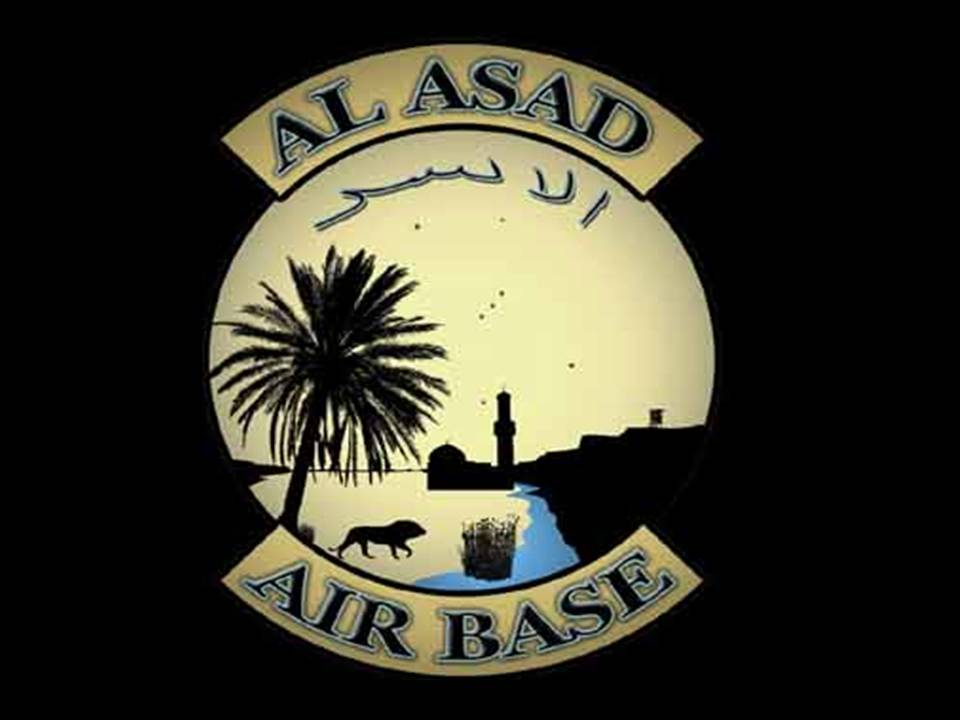
Insígnia da base, em 2007.

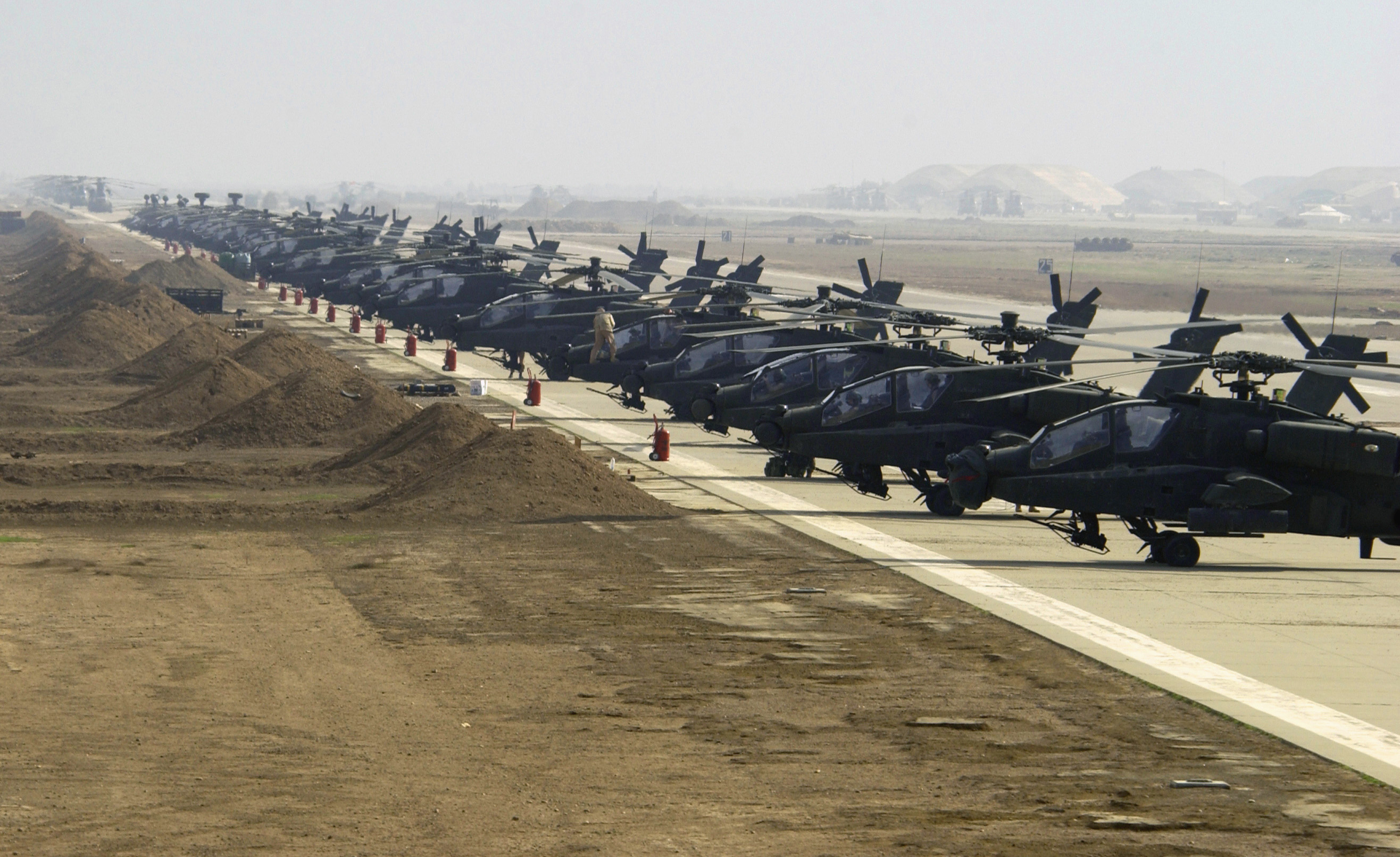
Helicópteros AH-64D Apache Longbow americanos na Base al Asad.

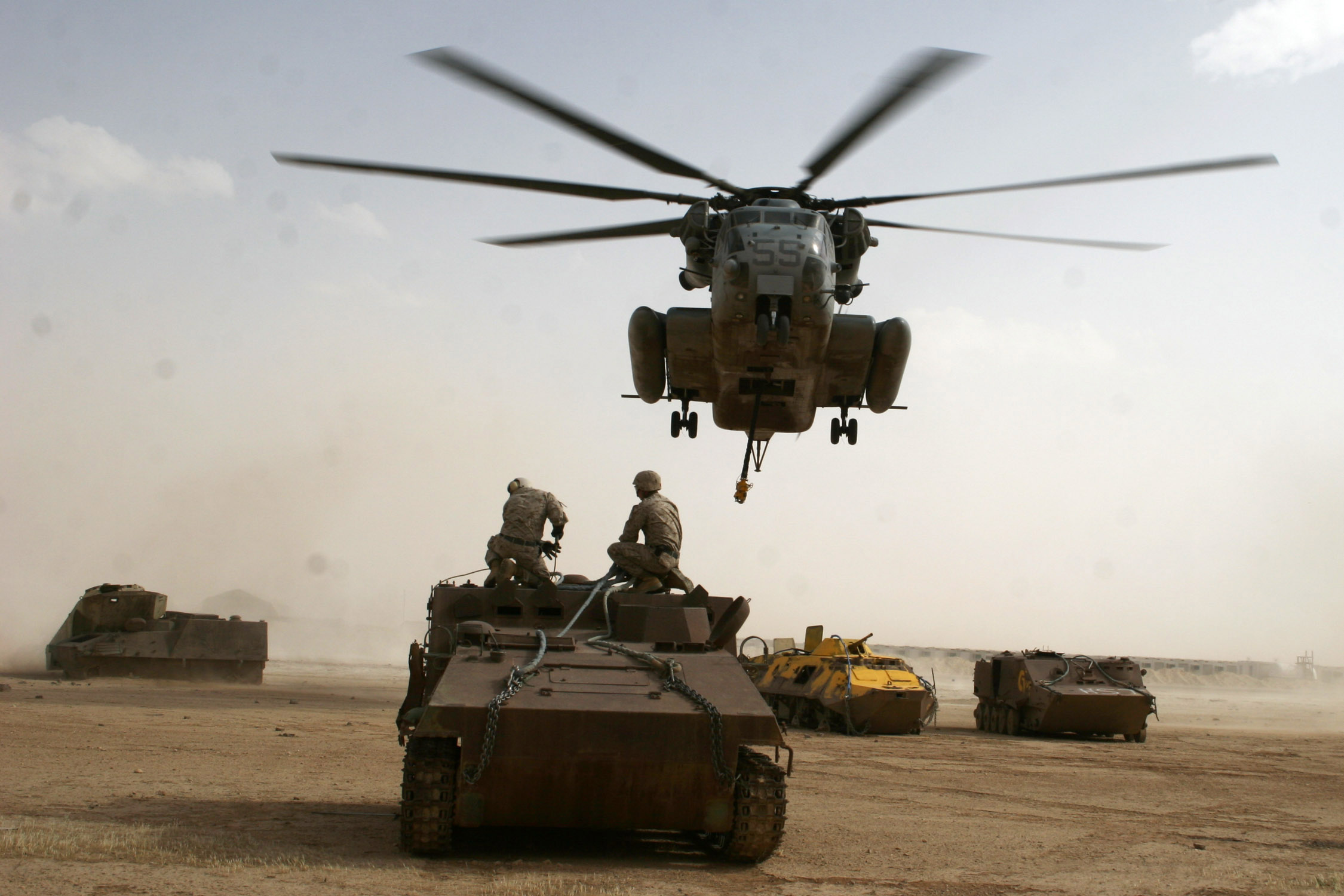
Equipamentos militares dos fuzileiros americanos na base, em 2005.

A Base aérea de Al Asad é uma base aérea localizada na província de Al-Anbar, no Iraque. Situa-se aproximadamente a 180 quilómetros a oeste de Bagdade. Foi a maior base aérea no Iraque Ocidental usada pela coligação e a segunda maior usada pelos norte-americanos durante a Guerra do Iraque; contudo, é a maior base aérea do Iraque.
A base aérea foi entregue de volta ao governo iraquiano em Dezembro de 2011. Foi a casa da Sétima Divisão do Exército Iraquiano e serviu também como escola de infantaria. Também abrigou elementos da 82ª Divisão aerotransportada do exército dos Estados Unidos e aviões da força aérea americana. Reavida pelos Estados Unidos em 2015, serve como uma das principais instalações militares operadas pelos americanos no Iraque, sendo base para um enorme contingente do Corpo de Fuzileiros Navais dos Estados Unidos.
Em 8 de janeiro de 2020, foi alvo de dúzias de mísseis disparados pelo Irã como retaliação pela morte do general Qassem Soleimani, que havia sido assassinado em um ataque aéreo americano em Bagdá. Nenhuma baixa ou dano infligido foi reportado.